# Galeandra
Galeandra (em português: Galeandra) é um género botânico pertencente à família das orquídeas (Orchidaceæ). Foi proposto por John Lindley, publicado em Illustrations of Orchidaceous Plants sub pl. 8, em 1832. É tipificado pela Galeandra baueri (Lindl.).

## Etimología
O nome deste gênero (Gal.) é uma palavra híbrida do latim: galea, que significa “capacete” e do grego: Άνέρ, Άνδρός (anér, andrós), que significa “homem”, no sentido de “macho da espécie humana”; numa referência em referência à aparência da antera das flores desse gênero, semelhante a um capacete.

## Descrição
O gênero Galeandra conta entre trinta e quarenta espécies, cerca de metade delas presentes no Brasil, divididas em dois grupos bastante diferentes entre si. São espécies terrestres, humícolas, rupícolas ou epífitas, nativas da América tropical, apenas uma do sudeste asiático. Por tratar-se de gênero com grande número de espécies, variados são seus habitats, no Brasil, prefererem os campos secos ou arenosos, mas há também representantes provenientes de brejos e matas abertas.
Possuem pseudobulbos perfeitos quando epífitas, que podem ser alongados ou globulares, com muitas folhas dísticas, ou poucas, apenas na parte superior; ou tuberiformes e enterrados quando terrestres, nestes casos muitas vezes sem folhas. As folhas são lineares ou lanceoladas, com espessas nervuras longitudinais, comum caducas ou ausentes na antese.
A inflorescência é terminal, racemosa, ereta ou levemente pendente, longa, geralmente com poucas flores, resupinadas, de tamanhos, cores e formatos variáveis, freqüentemente vistosas. O labelo de suas flores destaca-se muito em relação às sépalas e pétalas, é séssil, simples ou levemente trilobado, glabro ou pubescente, apresentando esporão, de formatos variados, algumas vezes muito longo, outras curto ou quase imperceptível, o disco do labelo contém duas a quatro carenas. A coluna é curta, levemente arqueada e algo alada, com pé destacado. Antera terminal, e duas polínias cartilaginosas.

## Ver também

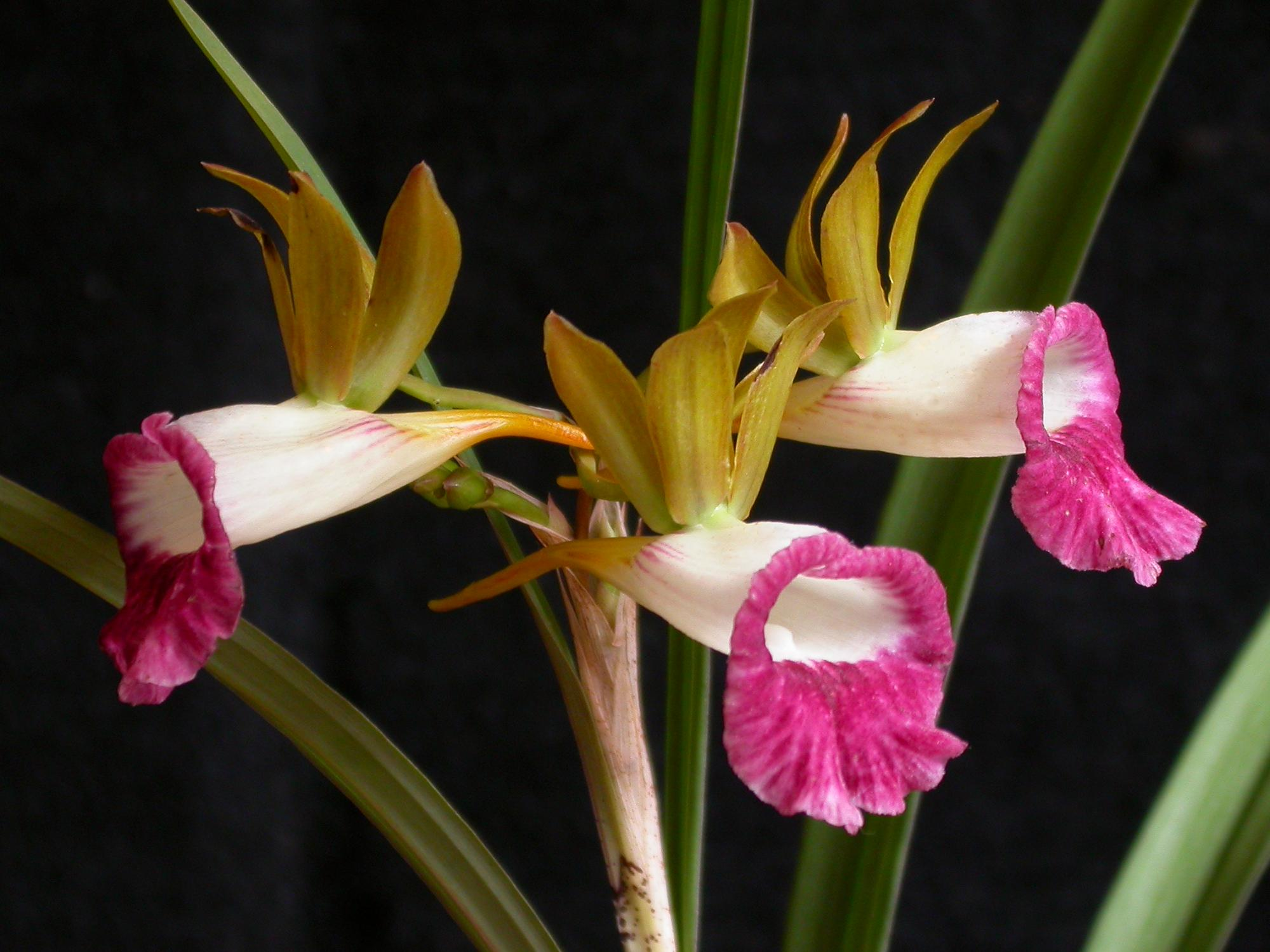
Galeandra minax

## Lista de espécies
| - Galeandra andamanensis - Galeandra angornensis - Galeandra anjoanensis - Galeandra badia - Galeandra barbata - Galeandra batemanii - Galeandra baueri - Galeandra beyrichii - Galeandra claesii - Galeandra devoniana | - Galeandra dives - Galeandra harveyana - Galeandra lacustris - Galeandra lagoensis - Galeandra minax - Galeandra nivalis - Galeandra pubicentrum - Galeandra stangeana - Galeandra styllomisantha |